# الشهداء الخمسة في الإسلام الشيعي
الشهداء الخمسة كانوا خمسة علماء من الإسلام الشيعي، عاشوا في فترات مختلفة من التاريخ (من عام 1385 إلى عام 1980 م)، والذين أُعدموا على يد حكومات سنية. ويذكرهم الشيعة بمصطلح الشهداء الخمسة. كان العمل الرائد في سيرة الشهداء هو "شهداء خمسة كاي حلات زندجي" بقلم آية الله العظمى محمد حسين نجفي.

## الشهيد الأول
محمد جمال الدين المكي العاملي الجزيني، (1334–1385) معروف عند الشيعة بالشهيد الأول. ورغم أنه ليس أول مسلم ولا أول شيعي يموت من أجل دينه، إلا أنه أصبح معروفًا باسم "الشهيد الأول" لأنه كان على الأرجح أول عالم شيعي يُقتل بطريقة وحشية بهذا القدر.
وُلِد سنة 734هـ (حوالي 1334م) في جبل عامل. ذهب للدراسة في الحلة في العراق عندما كان عمره 16 عامًا وعاد عندما كان عمره 21 عامًا. استخدم التقية خوفًا من بطش الحكام، وعمل في القضاء فاستخدم الشريعة السنية للحكم على السنة، بينما كان يحكم على الشيعة سرًّا باستخدام الشريعة الشيعية.
وفي عهد السلطان برقوق اتهمه خصوصه بالرفض وسب عائشة وأبي بكر وعمر، كما اتهم بالدعوة بالمذهب الشيعي الاثني عشري؛ وقد نفى عنه سب الصحابة. لكن أفتى أحد فقهاء المالكية بقتله. وبعد ذلك سُجن لمدة عام، ثم قُطع رأسه بالسيف، ثم مُثل بجسده وصُلب في أعلى المدينة ورُجم في دمشق قبل وفاته وبعدها.

## الشهيد الثاني
زين الدين الجبائي العاملي (1506–1558) هو الشهيد الثاني، ومؤلف الشرح الأول من كتاب اللمعة الدمشقية للشهيد الأول بعنوان الروضة البهية في شرح اللمعة الدمشقية.
كان من أكبر علماء الشيعة في زمانه. درس على يد شيوخ السنة والشيعة المشهورين في جبل عامل ودمشق والقاهرة والقدس وغيرها. اشتهر بعلمه واحترمه أهل السنة في بعلبك لهذا السبب. أُذن له بتدريس المسلمين في المدرسة النورية الإسلامية وفقًا للمذاهب الخمسة. أصبح مجتهدًا في سن الثالثة والثلاثين بعد زياراته للعراق. وخصوصًا أن التشيع كان لا يزال قويًا بين الناس نتيجةً لزوال الدولة الحمدانية لفترة وجيزة فقط، فقد تآمر عليه البعض لأسباب طائفية قبل محاكمته أمام السلطان.
كان رجلًا كثير السفر، فقد زار مصر، والشام، والحجاز، وتهامة، وبيت المقدس، والعراق، والقسطنطينية (إسطنبول)، ودوّن زياراته. كان دائمًا في طلب العلم، فدرس على يد ما يقرب من اثني عشر عالمًا من علماء السنة في الفقه. وكان إلى جانب براعته في الفقه ضليعًا في الأصول والفلسفة والعرفان والطب والفلك. كان رجلًا تقيًّا، معروفًا بأسلوب حياته الصارم. وقد سجّل طلابه في سيرته أن الشهيد كان يعيل أسرته من خلال بيع الأخشاب التي يقطعها بنفسه أثناء الليل، ثم يجلس للتدريس أثناء النهار. وفي بعلبك كان يُلقي دروسًا في الفقه على المذاهب الخمسة، وهي الجعفري، والحنفي، والشافعي، والمالكي، والحنبلي. ولا يزال شرحه للمعة جزءًا من المنهج الدراسي في كل حوزة تقريبًا حتى يومنا هذا. وتلقى تعليمه على المحقق الكركي قبل أن يهاجر إلى إيران.
وفي رجب سنة 965هـ (1558م) قُطع رأسه وهو في طريقه إلى رؤية السلطان بسبب تشيعه، فبنى بعض التركمان ضريحًا في المكان لما أدركوا من مكانته. الشخص الذي قطع رأسه قُتل بأمر السلطان.

## الشهيد الثالث
القاضي نور الله الشوستاري (1542 م - 1610/11) يُعرف بالشهيد الثالث. عاش في عصر سلطنة مغول الهند. وُلد سنة 956 هـ في شوشتر، في خوزستان الحالية، جنوب إيران. انتقل من مشهد إلى الهند، في 1 شوال 992/6 الموافق تشرين الأول 1584 أو 1587 م. عندما تولى جهانجير السلطة، أصبح منصبه داخل البلاط مهددًا من جانب الأعداء الذين صنعهم أثناء تسوية النزاعات في أجرا وكشمير، ومن جانب موقف جهانجير الأصولي نفسه. في النهاية قُدم كتابه "إحقاق الحق" كدليل ضده، وأُعلن كفره وحُكم عليه بالإعدام بسبب معتقداته الدينية دون أي حجة فعلية. وقد أُعدم بالجلد في جمادى الآخرة سنة 1019 هـ الموافق أيلول 1610 م، وكان عمره سبعين عامًا. قبره في آغرة.

## الشهيد الرابع
الميرزا محمد كامل الدهلوي كان الشهيد الرابع ومؤلف كتاب النزهة الاثنا عشرية. كان هذا الكتاب بمثابة الرد الكامل على كتاب تحفة الاثني عشرية للشاه عبد العزيز دهلوي. وكان بسبب هذا الكتاب سممه حاكم ولاية جهجهار الهندية.

## الشهيد الخامس
آية الله العظمى السيد محمد باقر الصدر (1 آذار 1935 - 9 نيسان 1980) كان رجل دين شيعي عراقي، وفيلسوف، ومؤسس أيديولوجي لحزب الدعوة الإسلامية، وُلد في الكاظمية، بالعراق. وهو صهر مقتدى الصدر وابن عم كل من محمد صادق الصدر والإمام موسى الصدر. وكان والده حيدر الصدر رجل دين شيعي رفيع المستوى يحظى بالاحترام. يعود نسبه إلى النبي محمد، من خلال الإمام السابع عند الشيعة، موسى الكاظم. (طالع عائلة الصدر لمزيد من التفاصيل).تُوفي والده في عام 1937، تاركا الأسرة بلا مال. وفي عام 1945 م انتقلت العائلة إلى مدينة النجف المقدسة لدى الشيعة، حيث أمضى الصدر بقية حياته هناك. أكمل محمد باقر الصدر تعليمه الديني في الحوزات الدينية على يد السيد الخوئي والسيد محسن الحكيم في سن الخامسة والعشرين وبدأ بالتدريس.أثناء التدريس أصبح عضوًا بارزًا في المجتمع الشيعي العراقي، وعُرف بكتاباته العديدة. كانت أعماله الأولى عبارة عن نقد مفصل للماركسية، حيث قدّم أفكارًا مبكرة حول شكل إسلامي بديل للحكم. ولعل أهم أعماله هو كتاب اقتصادنا، وهو من أهم الأعمال في مجال الاقتصاد الإسلامي لليوم. كان هذا العمل نقدًا للاشتراكية والرأسمالية على حد سواء. وقد كلّفته بعد ذلك حكومة الكويت بتقييم كيفية إدارة ثروة النفط في البلاد بما يتفق مع المبادئ الإسلامية. وقد أدى ذلك إلى ظهور عمل ضخم في مجال الخدمات المصرفية الإسلامية والذي لا يزال يشكل الأساس للبنوك الإسلامية الحديثة. كما قد كتب الصدر مؤلفات فلسفية مهمة منها: الأسس المنطقية للاستقراء، وفلسفتنا.كما عمل مع السيد محمد باقر الحكيم في تشكيل الحركة الإسلامية في العراق. وقد أثار هذا الأمر اهتمام حزب البعث، مما أدى إلى سجنه عدة مرات. كان يتعرض للتعذيب في كثير من الأحيان أثناء سجنه، لكنه واصل عمله بعد إطلاق سراحه.وفي عام 1977 حُكم عليه بالسجن مدى الحياة بعد انتفاضة النجف، لكن أُفرج عنه بعد عامين بسبب شعبيته الكبيرة. وبعد إطلاق سراحه، وُضع تحت الإقامة الجبرية. وفي عام 1980، وبعد كتابته دفاعًا عن الثورة الإسلامية إذ يبدو أنه رآها نموذجًا إسلاميًّا على الدول السنية أن تحاول بلورتها بما يتفق مع معتقداتهم لتُحيا دولة الإسلام، سُجن الصدر مرة أخرى وتعرض للتعذيب وأُعدم على يد نظام صدام حسين. كما تعرضت شقيقته آمنة صدر بنت الهدى للسجن والتعذيب والإعدام معه. لا يُعرف ما الطريقة التي اُستخدمَت بالضبط في قتله، حيث عُذب بطرق كثيرة لكن يبدو أن الصدر قُتل بدق مسمار حديدي في رأسه ثم إشعال النار فيه.أثناء إعدام صدام حسين، سمع مراسلو سي إن إن بعض الحراس الشيعة يرددون هتافات "عاش محمد باقر الصدر".

## طالع أيضًا
- الشهيد الأول
- الشهيد الثاني
- الشهيد الثالث
- الشهيد الرابع
- الشهيد الخامس
- محمد باقر الحكيم
- موسى الصدر